# Pure
 For alternative betydninger, se Pure (flertydig). (Se også artikler, som begynder med Pure)
Pure er et off-road, racerspil på 4-hjuls motorcykel til PlayStation 3, Xbox 360 og PC, udgivet af Disney Interactive Studios. Demoen blev udgivet den 4. september 2008. Selve spillet blev udgivet i USA den  16. september og i Europa den 25. september 2008.

## Gameplay
I Pure handler det først og fremmest om at komme først i sit ATV. Måden man gør det på, er ved at køre op ad bakker, lave tricks og derved score points, der giver dig mulighed for at lave vildere tricks og kunne bruge boost – en bonus der giver din motor mere kraft i en varighed afhængig af hvor meget du har optjent.